# Мирошниченко, Александр Иванович (Герой Социалистического Труда)
Александр Иванович Мирошниченко (4 сентября 1923, хутор Берёзово — 15 апреля 1995) — колхозник, чабан колхоза «Золотое руно» Новооскольского района Белгородской области. Герой Социалистического Труда (1971).

## Биография
Родился 4 сентября 1923 года в крестьянской семье в селе Берёзово (сегодня — Новооскольский район Белгородской области). С февраля 1942 года участвовал в Великой Отечественной войне. Воевал пулемётчиком и автоматчиком в составе 94-го отдельного мотоциклетного батальона 7-го механизированного корпуса 2-го Украинского фронта. После демобилизации работал чабаном в колхозе «Золотое руно» Новооскольского района.
В 1971 году удостоен звания Героя Социалистического Труда «за выдающиеся успехи, достигнутые в развитии сельскохозяйственного производства и выполнении пятилетнего плана продажи государству продуктов животноводства».
В 2001 году в городе Новый Оскол состоялось открытие Аллеи Героев, на которой установлен бюст Александра Мирошниченко.

## Награды
- Герой Социалистического Труда — указом Президиума Верховного Совета СССР от 8 апреля 1971 года
- Орден Ленина (дважды)
- Орден Отечественной войны I степени (1985)
- Орден Славы III степени (1944)
- Медаль «За отвагу» (1945)